# Ferry Point
Ferry Point – wieś w Anglii, w hrabstwie Hampshire, w dystrykcie Havant. Leży 39 km na południowy wschód od miasta Winchester i 101 km na południowy zachód od Londynu.